# Егоров, Николай Иванович (филолог)
Николай Иванович Егоров (род. 20 февраля 1949, Старое Янситово, Урмарский район, Чувашская АССР) — российский учёный-филолог; исследователь чувашского языка и истории, этимологии, топонимики и антропонимики, доктор филологических наук, профессор.

## Биография
Родился 20 февраля 1949 года в деревне Старое Янситово Урмарского района Чувашии.
После окончания средней школы поступил на факультет чувашской филологии ЧГУ имени И. Н. Ульянова.
Работал в Доме культуры Урмарского района. В 1977—1992 годах научный сотрудник ЧГНИ. В 1993—2004 годах трудился в ЧГУ имени И. Н. Ульянова, основал кафедру культурологи и тюркологии, заведовал.
С 2004 года научный сотрудник Чувашского гуманитарного научно-исследовательского института.

## Труды
- Историческое развитие чувашской лексики // Современный чувашский литературный язык. Т.1. — Шупашкар, 1990, с. 128—145
- Опыт этимологизации чувашских терминов родства и свойства (ЧНТИ тĕпчев ĕçĕсен кăларăмĕсем. 1979, 1981—1985)
- Оногуры, савиры, булгары, угры и их взаимоотношение в первой половине I тысячелетия н. э. (ЧНТИ тĕпчев ĕçĕсен кăларăмĕсем. 1987—1988)
- Историческое развитие общетюркского а первого слога в булгаро-чувашском языке (ЧНТИ тĕпчев ĕçĕсен кăларăмĕсем. 1983, 1985, 1986)
- Чăваш календарĕ // Ялав, 1989
- Чувашские праздники и обряды. — Шупашкар, 1992

## Участие в профессиональных сообществах
- член-корреспондент Турецкого лингвистического общества
- член президиума Международной ассоциации тюркологов

## Награды
- Заслуженный работник науки Чувашской Республики (1999)
- медаль ордена «За заслуги перед Чувашской Республикой»[1][2].